# Adolf Matthias
Adolf Matthias (Tréveris, 29 de julho de 1882 — Berlim, 3 de setembro de 1961) foi um dos pioneiros alemães em engenharia elétrica de alta tensão e pesquisa em tempestades.